# 雷科韦

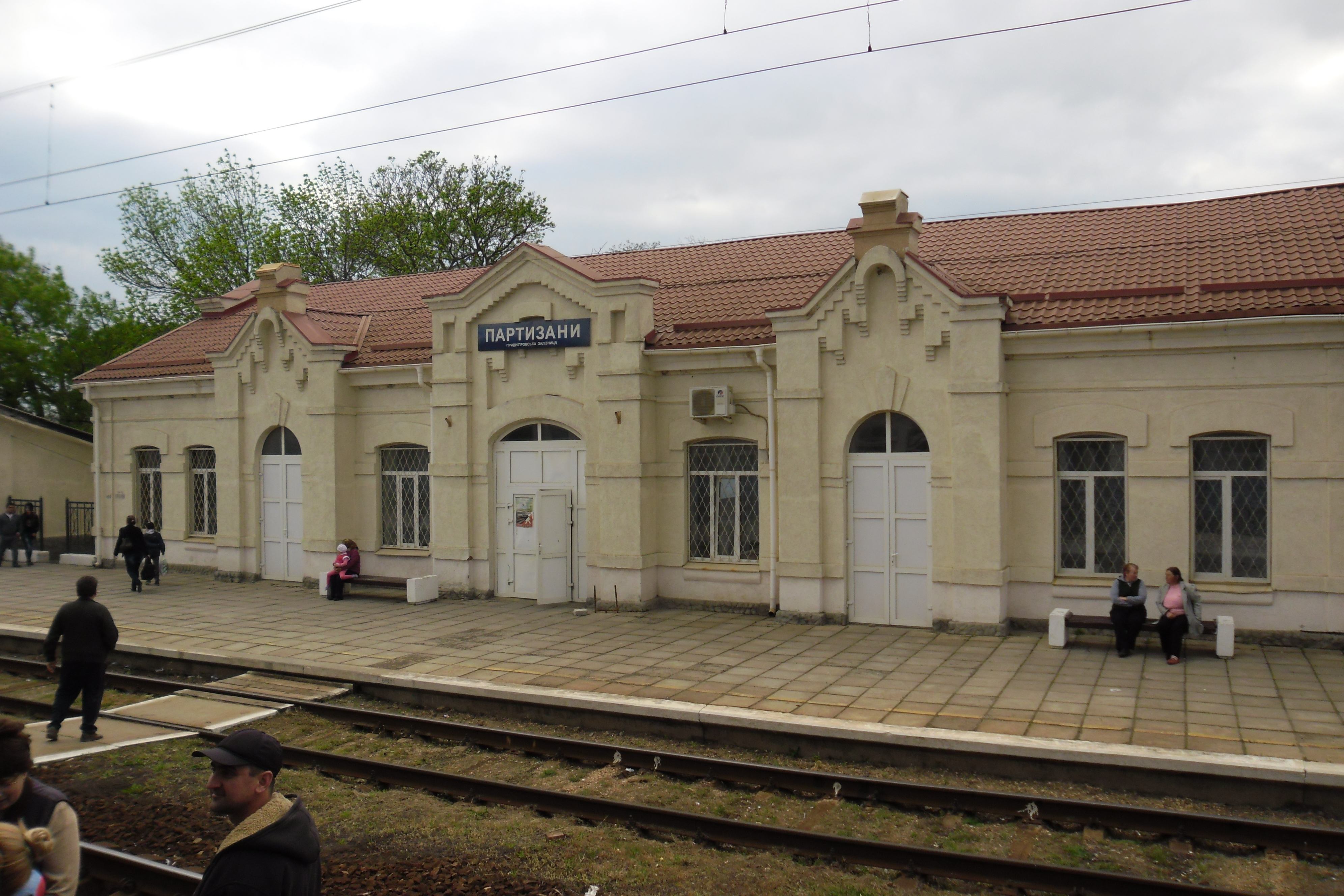
火车站

雷科韦（羅馬化：Rykove），2016年前称游击队村（羅馬化：Partyzany），是烏克蘭南部赫爾松州海尼切斯克區海尼切斯克市镇内的市級鎮。始建於1874年，面積35.2平方公里，海拔高度20米，2011年人口3,604，人口密度每平方公里102.4人。